# Peter Waterhouse

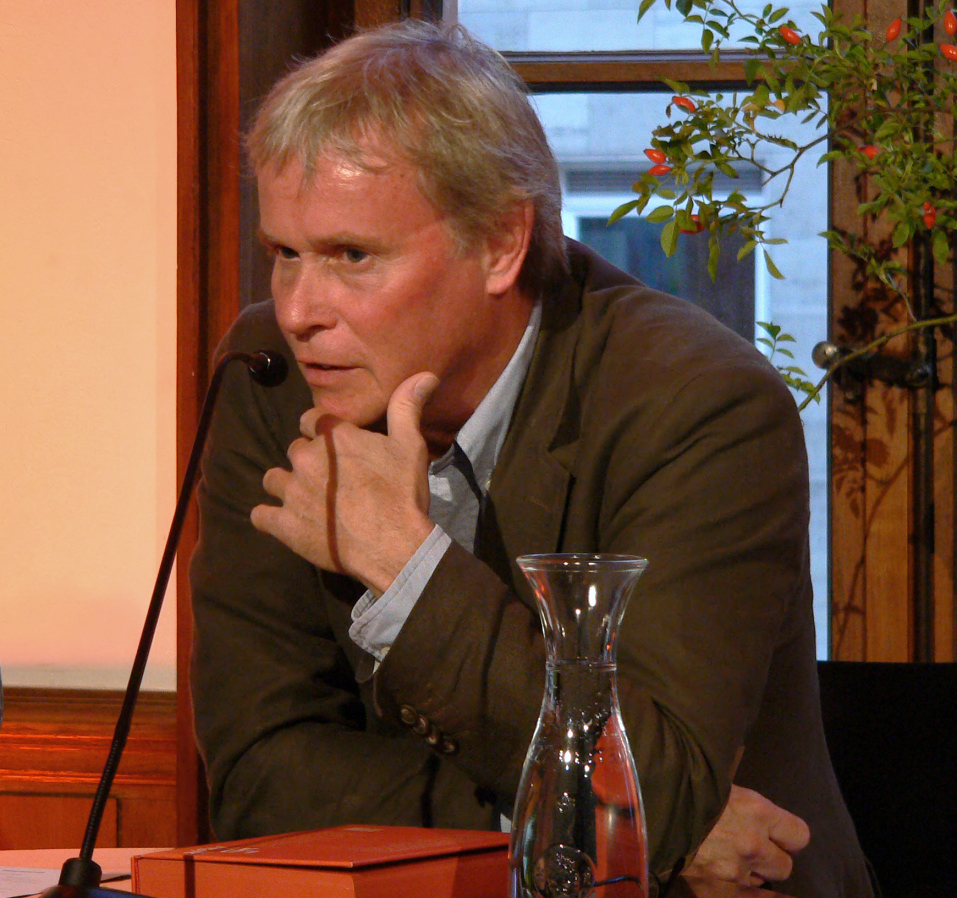
Peter Waterhouse.

Peter Waterhouse, född 24 mars 1956 i Berlin, är en österrikisk författare, bosatt i Wien.

## Biografi
Peter Waterhouse är son till en brittisk underrättelseofficer och en österrikisk mor. Han hade en tvåspråkig uppväxt och gick i Domgymnasium i Verden (Niedersachsen), där hans far arbetade några år som sambandsofficer. Efter studentexamen 1975, studerade han germanistik och engelska på Wiens universitet och University of Southern California i Los Angeles. 1984 disputerade han vid Wiens universitet på en avhandling om utopins roll i Paul Celans lyrik.
Peter Waterhouse har skrivit poesi, essäer, teaterpjäser, facklitteratur och romaner. Han översätter också från engelska och italienska. År 2000 grundade han Wolfenbütteler Übersetzergespräche (Wolfenbüttels översättarsamtal). Waterhouse är medlem i Interessengemeinschaft Österreichischer Autorinnen und Autoren.

## Priser och utmärkelser (urval)
- 1989 manuskripte-Preis
- 1990 Nicolas-Born-Preis für Lyrik der Hubert-Burda-Stiftung och manuskripte-Preis
- 1993 Preis der Stadt Münster für Europäische Poesie
- 1994 Christine Lavant-Lyrikpreis
- 1995 Österreichischen Förderpreis für Literatur
- 1997 Heimito-von-Doderer-Preis
- 2000 Adolf-Mejstrik-Ehrengabe für Lyrik från Deutschen Schillerstiftung
- 2002 Österreichischer Staatspreis für literarische Übersetzung
- 2004 H.C. Artmann-Preis
- 2007 Erich-Fried-Preis
- 2008 Preis der Stadt Wien für Literatur